# Arga

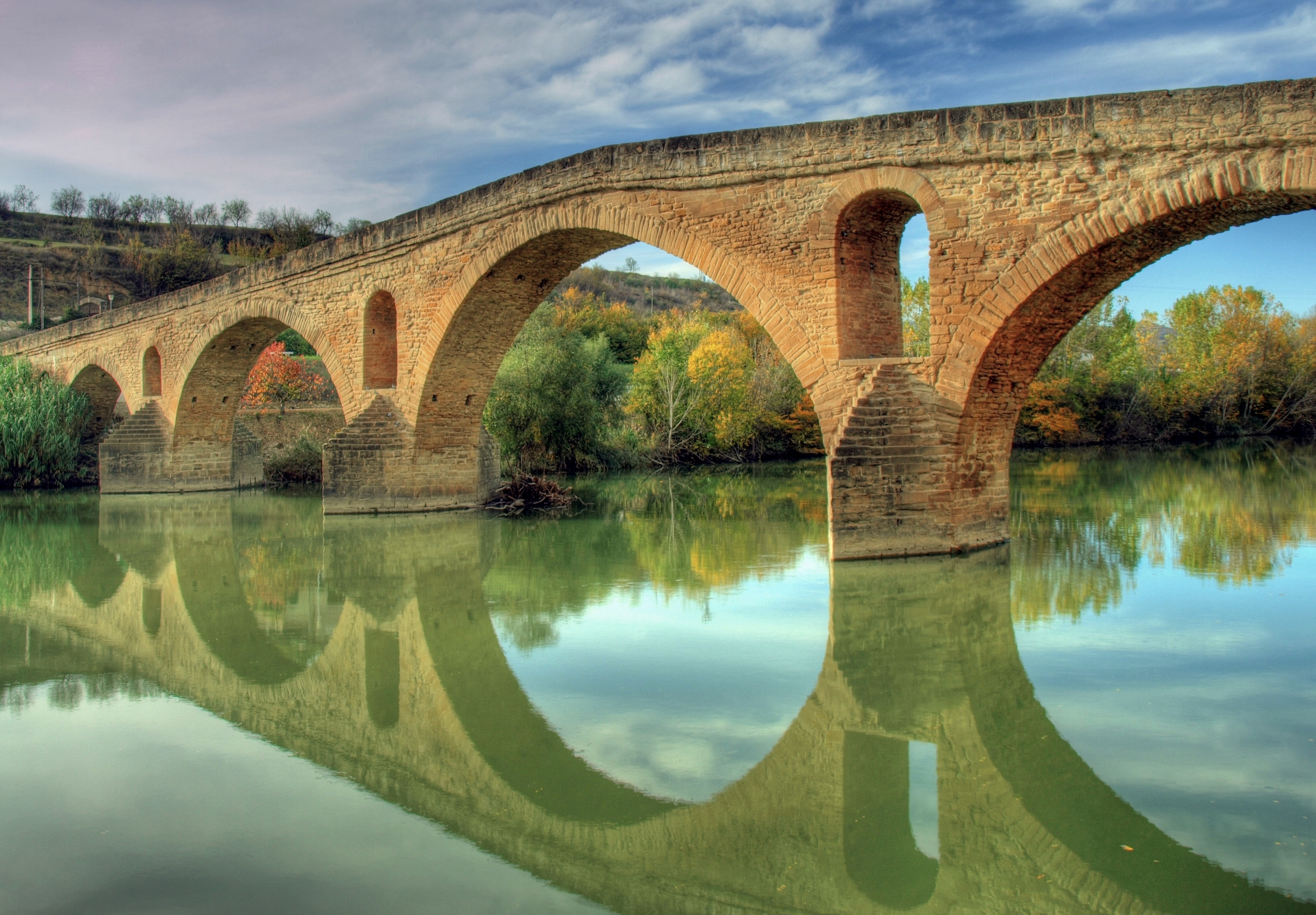
L'Arga al seu pas pel pont la Reina/Gares

L'Arga és un riu de Navarra, que neix al coll d'Urkiaga –situat al massís paleozoic de Quinto Real, al nord del barri d'Erro– i desemboca al riu Aragó prop de Funes. Es tracta del més «navarrès» dels grans rius, ja que els seus 145 km de recorregut ho fan íntegrament pel territori foral. Dels seus 2.759 km² de conca, 2.652 pertanyen a Navarra, i solament 107 corresponen a la capçalera alabesa del seu afluent l'Arakil.
Durant l'antiguitat el riu fou anomenat Runa.

## Situació
El riu Arga és embassat al pantà d'Eugi (vall d'Esteribar), el principal ús del qual és el proveïment de la comarca de Pamplona.
A la conca alta de l'Arga, la vegetació està formada per fagedes amb sotabosc de brucs, nabius, Carex arenaria i Luzula. A la rodalia de l'embassament d'Eugui, al costat dels faigs apareixen verns, freixes de fulla gran, aurons, avellaners i fràngules.
Aigües avall de l'embassament, apareixen boscos de roure martinenc amb pi pinyer amb sotabosc de boneter europeu. A partir de Zubiri la verneda s'estén, acompanyada d'aurons, cirerers silvestres i freixes de fulla gran.
A partir d'Uharte es desenvolupen les vimeteres. A Belaskoain apareix el pollancre ver, el freixe de fulla petita i el salze blanc, que inicien la transició entre el bosc cantàbric i el mediterrani. Als vessants, es troben roures de fulla petita i alzinars i pinedes de repoblació. El tram final s'utilitza per a cultius de regadiu i pollancredes de repoblació.

## Municipis que travessa
- Esteribar
- Uharte
- Villava
- Burlada
- Pamplona
- Barañain
- Oltza
- Etxauri
- Belaskoain
- Puente la Reina
- Mendigorria
- Larraga
- Berbinzana
- Miranda de Arga
- Falces
- Peralta
- Funes

## Principals afluents
Els principals afluents del riu Arga són:
Pel marge dret:
- l'Ultzama, a Villava;
- el Txulapain, a Oltza;
- l'Arakil, a Oltza;
- el Salado, a Mendigorria;

Pel marge esquerre:
- l'Urbi, a Uharte;
- l'Elorz, a Pamplona;
- el Robo, a Puente la Reina.

## Curiositats
«Arga» també és el nom d'un equip de beisbol navarrès.